# Восточный Артиллерийский мост
Восто́чный Артиллери́йский мост — автодорожный железобетонный рамный мост через Кронверкский проток в Петроградском районе Санкт-Петербурга, соединяет Петроградский и Артиллерийский острова. 

## Расположение
Расположен в створе Кронверкской набережной. Рядом с мостом располагается Военно-исторический музей артиллерии, инженерных войск и войск связи.
Ниже по течению находится Западный Артиллерийский мост.
Ближайшая станция метрополитена — «Горьковская». 

## Название
Название моста известно с начала XIX века и происходит от наименования Артиллерийского острова.

## История
С начала XIX века на этом месте существовал деревянный мост, по которому осуществлялся въезд на территорию Кронверка. В 1955 году Восточный Артиллерийский мост перешел на баланс Ленмосттреста и был перестроен в трёхпролётный балочно-разрезной системы. Деревянные прогоны были заменены металлическим пролётным строением. Устои, опоры, проезжая часть и перила остались деревянными. Длина моста составляла 33,6 м, ширина — 7,75 м.
Существующий мост возведён в 1976—1978 годах в составе строительства транспортной магистрали вдоль набережной Кронверкского пролива по проекту инженера института «Ленгипроинжпроект» Б. Б. Левина и архитектора Г. В. Говорковского. Строительство вело СУ-2 треста «Ленмостострой» под руководством главного инженера О. А. Розова. В 1978 году рядом с мостом сооружён обелиск на месте казни декабристов (архитекторы А. Г. Леляков и В. И. Петров, скульпторы А. М. Игнатьев и Д. А. Дема).

## Конструкция
Мост однопролетный железобетонный, рамной конструкции (трёхшарнирная рама). Ригель рамы выполнен из сборных железобетонных элементов заводского изготовления, омоноличенных с «ногами» рамы. По верху балки объединены железобетонной плитой проезжей части. «Ноги» рамы выполнены из монолитного железобетона на свайном основании. С фасадов балки пролётных строений закрыты декоративными арками, облицованными гранитом. Общая длина моста составляет 29,5 м, ширина — 20,4 м. По своей конструкции идентичен Западному Артиллерийскому мосту, построенному в это же время.
Мост предназначен для движения автотранспорта и пешеходов. Проезжая часть моста включает в себя 4 полосы для движения автотранспорта. Покрытие проезжей части и тротуаров — асфальтобетон. Тротуары отделены от проезжей части высоким гранитным поребриком. В качестве ограждений использованы глухие гранитные парапеты.